# غلين ألبرشت
غلين ألبرشت (بالإنجليزية: Glenn Albrecht)‏ هو فيلسوف أسترالي، ولد في 5 مارس 1953.